# Màscara funerària de Psusennes I
La màscara funerària de Psusennes I és la màscara funerària d'or de l'antic faraó egipci Psusennes I (1047–1001 abans de la nostra era) de la Dinastia XXI. La va descobrir l'egiptòleg francés Pierre Montet al 1940 en la necròpoli de Tanis i es pot veure en el Museu d'Antiguitats Egípcies del Caire.

## Descobriment i descripció
En els sepelis reials de Tanis aparegueren quatre màscares funeràries, totes d'or, pertanyents als faraons Psusennes I (hel·lenització del nom egipci Pasebakenniut), Amenemope (1001–992 ae), Sheshonq II (887–885 ae) i el general Uendjebauendjed (contemporani de Psusennes I). Pierre Montet trobà la cambra funerària de Psusennes I el 15 de febrer del 1940 i hi va entrar el 21 de febrer en presència de rei Faruk I d'Egipte; calgué enretirar un enorme bloc de granit que la segellava, abans d'arribar al sarcòfag del rei. Una vegada obert el gran sarcòfag de granit rosa (sostret de la tomba de Merenptah, successor de Ramsés II) envoltat d'ushabtis i després d'un segon sarcòfag de granit negre, els arqueòlegs trobaren el majestuós fèretre del rei en argent massís, parcialment danyat per la humitat de Tanis. En l'antic Egipte, l'argent era més car que l'or per ser menys abundant. La mòmia intacta del faraó duia, a més a més de la màscara, joies (30 anells, 22 braçalets), amulets, sandàlies i un mantell, tot d'or.
La màscara de la mòmia, ara reduïda a esquelet per la major humitat del Baix Egipte, de Psusennes I, és la més rica i treballada de les del jaciment — la segona d'un sobirà, entre les màscares funeràries egípcies que ens han arribat, després de la famosa de Tutankamon, tres-cents anys anterior i amb la qual guarda semblança. Però l'Egipte del segle xi ae hi era incomparablement menys ric i poderós. Mentre la màscara de Tutankamon té inscripcions jeroglífiques a la part posterior del peto amb un capítol del Llibre dels morts, la de Psusennes I no en té cap; a més a més, les incrustacions en pasta de vidre i lapislàtzuli li omplin només els ulls i les celles, sense subratllar les ratlles del mocador cerimonial nemes, ni les línies de la barba postissa o els detalls de l'ureu sobre el front del rei.
Enfront dels quilos d'or emprats en la primera, la màscara de Psusennes fou realitzada en una làmina d'or de grossària inferior al mil·límetre (0,6 mm) i la decoració és feta quasi tota amb incisió; l'ureu i la falsa barba es tallaren separadament i s'hi aplicaren més tard. L'artista va conferir al rostre del sobirà una aparença juvenil idealitzada, molt diferent de l'aspecte real de Psusennes I, reconstruït a partir del crani: un ancià de vuitanta anys, afectat d'artritis i amb dents cariades.
A causa del clima més humit i plujós, els jaciments del Baix Egipte no són pas tan abundants com els de l'Alt Egipte, l'ambient sec i desèrtic del qual permet la conservació fins i tot de materials peribles que normalment no es conserven, com ara fusta, cuir, tèxtil, papir, aliments o les mateixes mòmies... fins i tot, però, amb la seua menor riquesa, les tres tombes reials de Tanis són les úniques que s'han descobert pràcticament intactes, a més a més de la de Tutankamon. Tot i la importància de la troballa, l'esclat de la Segona Guerra Mundial feu que passàs prou desapercebuda.
 